# ロベール・ドアノー

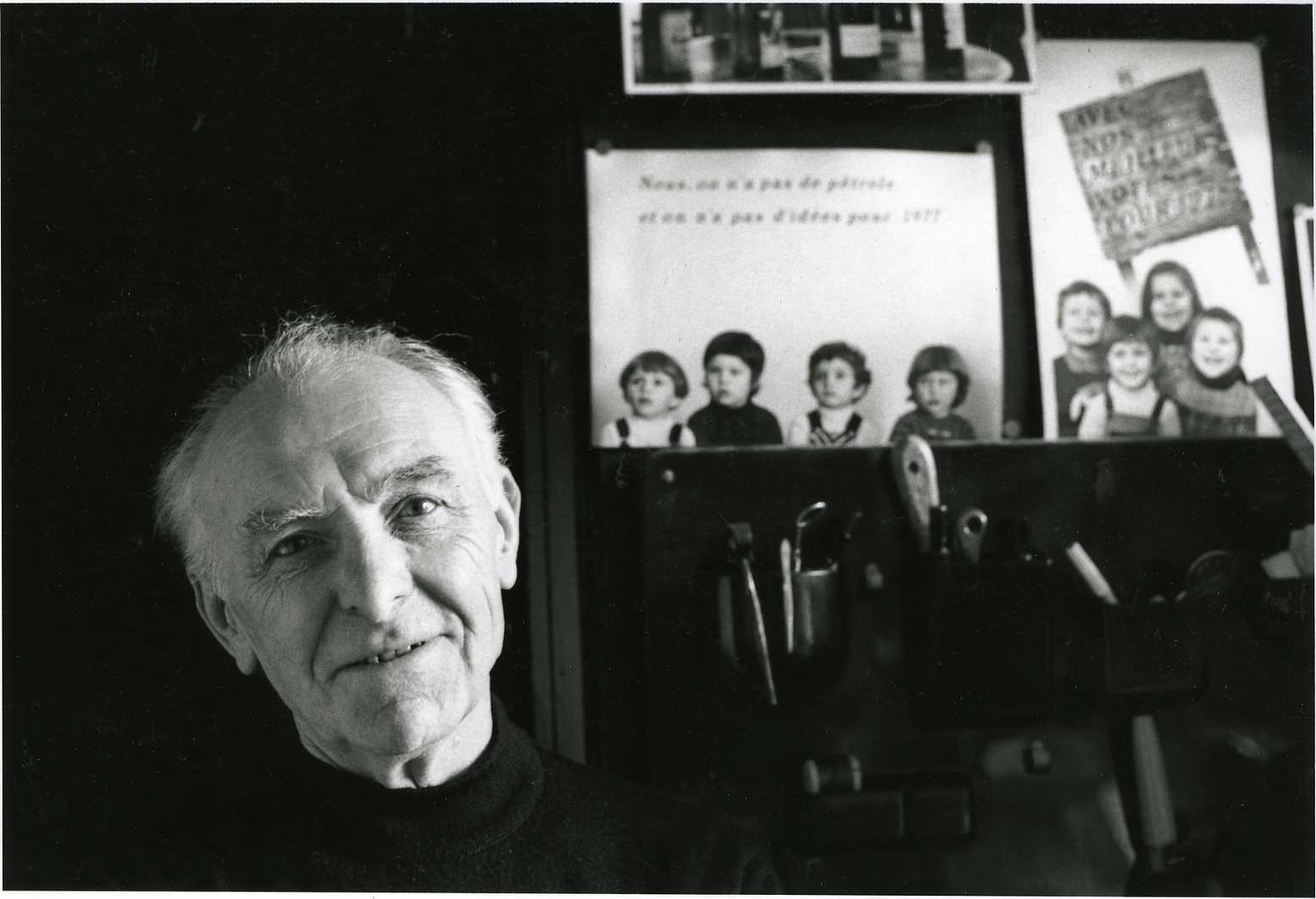
1992年、自分のスタジオにて

ロベール・ドアノー（Robert Doisneau, 1912年4月14日 - 1994年4月1日）は、フランスの写真家。主として報道写真やファッション写真の分野で活躍した。ロベール・ドワノーと記載されることもある。欧米での展覧会多数。

## 略歴
ヴァル＝ド＝マルヌ県のジャンティイ生まれ。父親は配管工であった。1934年に結婚してオー＝ド＝セーヌ県のモンルージュに新居を構え、終生をそこで過ごした。彼が4歳のころ、父は第一次大戦で死亡し、母は彼が7歳の時に死去、彼はおばさんに引き取られるという、厳しい幼少期を過ごした。
工芸学校で石版印刷工の資格を取って働いた後、1931年にアンドレ・ヴイニョーの助手となり、1932年に独立。1934年から1939年まではルノーに勤務して工場内の記録写真を担当。しかし、プリントの出来栄えにこだわるあまり遅刻が重なり、解雇される。その後フランス軍に入るが、1940年に結核を発症して除隊となる。第二次大戦中は自由フランスのレジスタンスに参加。1945年から1947年にかけてはフランス共産党に所属し、左翼系の芸術家たちとの交流を持った。
1949年にヴォーグ・フランス誌とフォトグラファーとして契約。ファッション写真を手がけつつ、夜な夜なロベール・ジローとともにパリの町中を歩き回って撮影を行った。パブロ・ピカソやジャン・コクトー、シモーヌ・ド・ボーヴォワールなど多数の芸術家たちの肖像写真も手がけた。
1984年にレジオンドヌール勲章と Chevalier の称号を授与された。
1994年4月1日に81歳で死去。

## パリ市庁舎前のキス
パリの恋人たちのキスの場面を捉えた作品（「パリ市庁舎前のキス」（Le Baiser de l'hôtel de ville, Kiss by the Hotel de Ville）、1950年。写真集の表紙ともなっている。）はドアノーの作品の中でも特に有名であるが、後にこの作品は「演出作品」であったということが判明した。なお、この作品は写真壁画となって、東京都写真美術館の1階外壁に掲げられている（3点のうちの1点。残りの2点は、ロバート・キャパと植田正治）。

## 文献

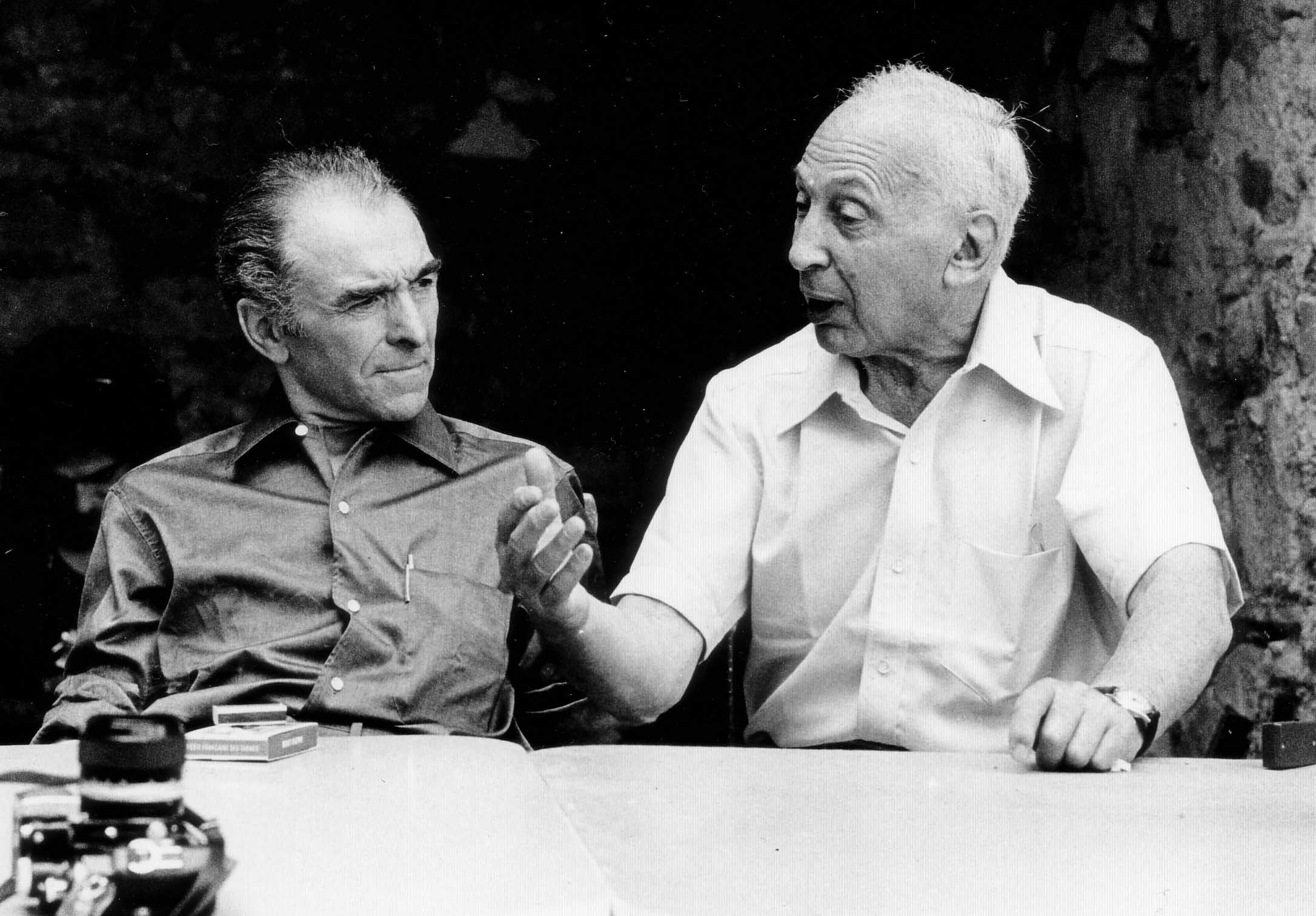
ロベール・ドアノー（左）とケルテース・アンドル（1975年）

- 『ドアノー写真集』全4巻（堀内花子訳、リブロポート、1992年）
- 『パリ遊歩 ドアノー写真集』（中原道郎訳、岩波書店、1998年）
- 『パリ－ロベール・ドアノー写真集』（堀内花子訳、岩波書店、2009年）
- 『芸術家たちの肖像－ロベール・ドアノー写真集』（堀内花子訳、岩波書店、2010年）
- ドアノー『不完全なレンズで　回想と肖像』（堀江敏幸訳、月曜社、2010年）
- 『ドアノーの贈りもの 田舎の結婚式』（平松洋子監修、河出書房新社、2013年）
- 『ドアノーと音楽、パリ』（小学館、2021年）、アトリエ・ロベール・ドアノー監修

作品論
- 『ロベール・ドアノー』（ジャン＝クロード・ゴートラン解説、Jean-Claude Gaufrand・タッシェンジャパン（アイコン・シリーズ）、2003年）
- 今橋映子『<パリ写真> の世紀』（白水社、2003年）、この本の522ページには、次のような記載がある
　実は、一九五〇年『ライフ』誌のこの記事（引用者注：ドアノーの作品「市庁舎前のキス」を含む、「パリの恋人たち」と題する3ページ続きのレポート）は、数組の俳優たちを使って、パリを舞台に撮影された「演出写真」であった。
- 今橋映子編著 『都市と郊外リーディングス』、195-237ページの「第4章　〈パリ写真〉の世紀」（NTT出版、2004年）も参照。
- 『本橋成一とロベール・ドアノー　交差する物語』 東京都写真美術館編（平凡社、2023年）

## 日本での展覧会
- ドワノー展（京都・何必館現代美術館、1998年）
- パリ・ドアノー　ロベール・ドアノー写真展（2008年10月7日（火）～13日（月・祝）・日本橋三越本店新館7階ギャラリー、2009年1月31日（土）～2月22日（日）京都伊勢丹美術館「えき」KYOTO）：2006年10月にパリ市庁舎内で開催された、フランス11年ぶりの大回顧展の日本巡回展であり、作品約200点が展示された。Crevisによる紹介
- ロベール・ドアノー生誕100年記念写真展（東京都写真美術館、2012年3月24日（土） ～ 5月13日（日））
- パリに恋して　生誕100年 ロベール・ドアノー展（札幌芸術の森美術館、2013年6月1日（土）～7月7日（日））
- ロベール・ドアノーの写真  パリ・アルプス・幸せな時間（ 清里フォトアートミュージアム、 2014年7月5日（土）～2014年9月29日（月））https://www.museum.or.jp/modules/im_event/?controller=event_dtl&input%5Bid%5D=82919
- ロベール・ドアノー写真展「ドアノーのパリ劇場」 2017年4月17日（月）～2017年6月11日（日）写大ギャラリー・コレクション
- 写真家ドアノー／音楽／パリ（Bunkamura ザ・ミュージアム、2021年2月5日（金）～2021年3月31日（水））https://www.bunkamura.co.jp/museum/exhibition/21_doisneau/
- 本橋成一とロベール・ドアノー　交差する物語（東京都写真美術館、2023年6月16日（金） ～ 9月24日（日））

## ドキュメンタリー映画
- パリが愛した写真家／ロベール・ドアノー＜永遠の３秒＞ 2016
  - ROBERT DOISNEAU, LE REVOLTE DU MERVEILLEUX
  - ROBERT DOISNEAU: THROUGH THE LENS